# Delta Profronde 2006
La Delta Profronde 2006, quarantaseiesima edizione della corsa, valida come evento del circuito UCI Europe Tour 2006 categoria 1.1, fu disputata il 23 settembre 2006 per un percorso di 192 km. Fu vinta dall'olandese Steven de Jongh al traguardo in 4h 27' 02" alla media di 43,14 km/h.
Furono 110 i ciclisti in totale che portarono a termine la gara.

## Ordine d'arrivo (Top 10)
| Pos. | Corridore        | Squadra       | Tempo    |
| ---- | ---------------- | ------------- | -------- |
| 1    | Steven de Jongh  | Quick Step    | 4h27'02" |
| 2    | Simone Cadamuro  | Team Milram   | s.t.     |
| 3    | Graeme Brown     | Rabobank      | s.t.     |
| 4    | Niko Eeckhout    | Choc. Jacques | s.t.     |
| 5    | Gorik Gardeyn    | Unibet.com    | s.t.     |
| 6    | Fabio Sabatini   | Team Milram   | s.t.     |
| 7    | Aart Vierhouten  | Skil-Shimano  | s.t.     |
| 8    | Kenny van Hummel | Skil-Shimano  | s.t.     |
| 9    | Gregor Willwohl  | Wiesenhof     | s.t.     |
| 10   | Baden Cooke      | Unibet.com    | s.t.     |